# کانتون وله
کانتون وله (تلفظ فرانسوی: [valɛ]; آلمانی: Kanton Wallis, تلفظ آلمانی: [ˈvalɪs] (); ایتالیایی: Canton Vallese) یکی از کانتون‌های سوئیس است.